# Rosenholz (Haselbach)
Rosenholz ist eine Wüstung in der Gemeinde Haselbach im niederbayerischen Landkreis Straubing-Bogen und deren ehemaliger Gemeindeteil.
Die Einöde lag etwa 700 Meter Luftlinie südlich des Ortskerns von Haselbach.

## Geschichte
Es wurde in den Dokumenten der Volkszählungen letztmals 1970 als bewohnter Ort erwähnt, 1987 bereits als unbewohnter Gemeindeteil ohne Wohngebäude angegeben. Aus den topografischen Karten der verschiedenen Ausgaben kann man erkennen, dass der Ort im Zuge des Ausbaus der Staatsstraße 2140 devastiert wurde.

## Einwohnerentwicklung
| Jahr      | 1838 | 1860 | 1871 | 1875 | 1885 | 1900 | 1925 | 1950 | 1961 | 1970 |
| --------- | ---- | ---- | ---- | ---- | ---- | ---- | ---- | ---- | ---- | ---- |
| Einwohner | 8    | 10   | 3    | 4    | 2    | 2    | 3    | 3    | 3    | 2    |